# サリーナス・グランデス

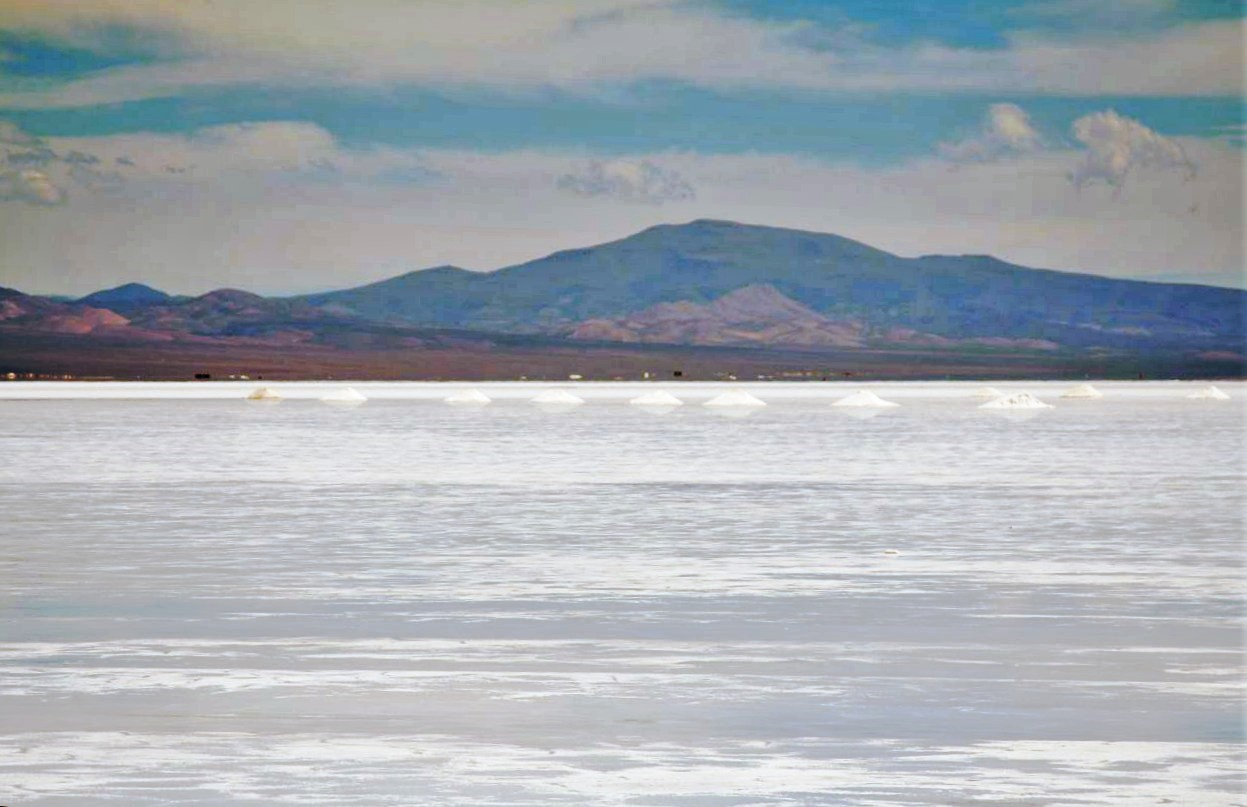
Salt mounds in Salinas Grandes

サリーナス・グランデスはアルゼンチンのコルドバ州、カタマルカ州、ラ・リオハ州、サンティアゴ・デル・エステロ州の境界部、コルドバ山脈ふもとの平均標高170mの場所に広がる広大な塩原。面積は6,000 km2である。
サリーナス・グランデスのナトリウムやカリウム資源は工業的に重要である。最近ではリチウムの探索も行われている。